# 魔王女孩與村民A
《魔王女孩與村民A》是ゆうきりん撰寫，赤人繪製插畫的日本輕小說作品。日文版由電擊文庫出版發行，繁體中文版由台灣角川代理發行；简体中文版预定由天闻角川代理發行，湖南美术出版社出版。

## 故事簡介
本作以培養幻想世界登場人物的高中作為舞台，描寫擁有「魔王」個性的少女和同班同學佐東二郎的日常生活。

## 登場人物
佐東二郎
本作男主角。
非個性者，應為村民（因可與少部分個性者接觸而被懷疑是否為村民）。
在龍之峰當上班長時被其認命為副班長，當龍之峰可能發起計劃時常被導師拜託了解及因應，雖本人有些不願意。
翼認為二郎是村民中的村民，稱二郎為《次郎》。
龍之峰表示佐東的話語裡常隱藏提示，為了與其他村民作為分隔稱他為《村民A》，每次叫他時都會「佐..『村人A』同學」其實是記得他的名字的。
矢刳馬因次郎的幫助使「個性類別」升級稱次郎為《大師》。
龍之峰櫻子
擁有「魔王」個性的女高中生，個性温順又率直的好孩子，擔任班長。
第一卷自我介紹時說「人類什麼的最討厭了」。
不管什麼時候都在思考「怎麼毀滅人類的計畫」。
對次郎抱持著好感，第四卷次郎與須須木討論戲劇時發現，有吃醋現象。
光之丘翼
擁有「勇者」個性的女高中生，個性開朗，充滿朝氣。一想到什麼就會埋頭往前衝。是二郎的青梅竹馬。
「勇者」是稀有的個性與「魔王」為相反個性，為正義而行動。
如同RPG裡對勇者見解一樣，喜歡冒險尋寶、到村民家搜刮寶物，到了高年級時變得收斂了，與其說收斂不如說搜刮財寶僅局限於「次郎的房間」。
對次郎抱持著好感。
約翰·蒂克
應該為「村民」，二郎跟櫻子所在班級的導師。
身材很有魅力，被稱為波霸老師。
塚耶舞莉
第一卷登場。
擁有「死靈法師」個性的女高中生。個性沉穩，「魔王」的好朋友。
身為死靈法師卻有個致命缺點，不敢接觸死屍，後因「魔王」的推薦向次郎詢問該如何是好，從對話中領悟平常跟屍體有關的工作來打工，進而到龍之峰集團下的漁店打工。
因某次事件而收養三隻黑貓分別名為「黑、闇、炭」，要把他們培育為「出色的屍體」。
矢刳馬心
第二卷登場
擁有「機器人」個性的女高中生。
小時候叫弟弟畫喜歡的機器人（四四方方紙箱型機器人）而為目標，後因為想要飛行而常跳樓測試。
後來次郎因導師拜託與櫻子前去矢刳馬的家，透過矢刳馬的弟弟了解情況，後因次郎讓其領悟矢刳馬目前的機器人太老舊跟她介紹最近新型的機器女孩，而使其「個性類別」進化。
齋藤始
非個性者，為村民。
隸屬戲劇部。
是二郎的同班好友。
木村正平
非個性者，為村民。
隸屬棒球部。
是二郎的同班好友。
須須木彪
非個性者，為村民。
是二郎的同班好友。
以製作「個性者」的衣服為興趣，真心期望「個性者」穿上自己的衣服。
野芽·RD·繪理
擁有「龍」個性的高中生。
逢坂一葉
擁有「狂戰士」個性的高中生。
戶馬鳴丈
擁有「騎士」個性的高中生。
久魯瓜創
擁有「魔法師」個性的高中生。
館衣本月穗
擁有「治癒師」個性的高中生。
土之目偲
擁有「忍者」個性的高中生。
瑞平玄人
擁有「武士」個性的高中生。
石杷實鬼燈
擁有「梅杜莎」個性的高中生。

## 用語
個性
在這世界一小部分的人，與生俱來擁有與正常人不同的名字，一種特殊的《個性》。
每一種個性會因同種《個性》不同的《類型》而產生不同的個性者。如"守護騎士"及"無主騎士"同為「騎士」的個性者。
個性者
上述的《個性》擁有者中，沒有《個性》的人稱為「村民」。
大部分的個性者可從佩件、攜帶物等來判別（如：勇者的劍、死靈法師的動物屍體），這些東西成為支持自己個性的象徵。
還可以以自己的個性的慾望來行動（勇者幫助他人）。
而隨著成長會忽略《個性者》以外的人（如：村民），在非自己感興趣時是不會把村民放在眼裡的。
當《個性者》的行為過激時會被『黑衣人』給帶走送至矯正設施（其矯正內容不詳）。

## 出版書籍
| 卷數 | 標題                         | ASCII Media Works | ASCII Media Works      | 台灣角川       | 台灣角川               |
| 卷數 | 標題                         | 發售日期          | ISBN                   | 發售日期       | ISBN                   |
| ---- | ---------------------------- | ----------------- | ---------------------- | -------------- | ---------------------- |
| 1    | ～青梅竹馬是勇者～           | 2011年5月10日     | ISBN 978-4-04-870513-4 | 2012年4月10日  | ISBN 978-986-287-642-8 |
| 2    | ～牛、勇者與南瓜～           | 2011年11月10日    | ISBN 978-4-04-870877-7 | 2012年6月19日  | ISBN 978-986-287-756-2 |
| 3    | ～機器人女孩今天一樣不會飛～ | 2012年4月10日     | ISBN 978-4-04-886476-3 | 2012年11月23日 | ISBN 978-986-325-031-9 |
| 4    | ～天翻地覆的慶典～           | 2012年9月10日     | ISBN 978-4-04-886888-4 | 2013年7月17日  | ISBN 978-986-325-417-1 |
| 5    | ～野外大冒險！榴槤風味～     | 2013年3月10日     | ISBN 978-4-04-891425-3 | 2014年1月11日  | ISBN 978-986-325-704-2 |
| 6    | ～她的平凡與那女孩的特別～   | 2013年8月10日     | ISBN 978-4-04-891857-2 | 2014年6月20日  | ISBN 978-986-325-992-3 |
| 7    | ～鬧劇EVERYDAY～             | 2014年1月10日     | ISBN 978-4-04-866274-1 | 2014年10月8日  | ISBN 978-986-366-183-2 |
| 8    | ～上下螺旋～                 | 2014年8月9日      | ISBN 978-4-04-866813-2 | 2015年6月18日  | ISBN 978-986-366-543-4 |
| 9    | ～村民們的祕密任務～         | 2015年1月10日     | ISBN 978-4-04-869171-0 | 2016年1月28日  | ISBN 978-986-366-937-1 |
| 10   | ～Go West！魔王大人!!～      | 2015年10月10日    | ISBN 978-4-04-865458-6 | 2016年6月23日  | ISBN 978-986-473-157-2 |
| 11   | ～魔王大人與我們的畢業式～   | 2016年11月10日    | ISBN 978-4-04-892481-8 | 2017年7月20日  | ISBN 978-986-473-787-1 |

## 漫畫版
本作於電擊魔王自2012年4月號開始連載漫畫，由tsucaco負責作畫。單行本全5卷。
| 卷數 | ASCII Media Works | ASCII Media Works      |
| 卷數 | 發售日期          | ISBN                   |
| ---- | ----------------- | ---------------------- |
| 1    | 2012年9月27日     | ISBN 978-4-04-886916-4 |
| 2    | 2013年2月27日     | ISBN 978-4-04-891357-7 |
| 3    | 2013年7月27日     | ISBN 978-4-04-891801-5 |
| 4    | 2014年10月27日    | ISBN 978-4-04-866968-9 |
| 5    | 2015年9月26日     | ISBN 978-4-04-865174-5 |